# Noblella personina
Noblella personina ist ein sehr kleiner Frosch aus der Familie der Strabomantidae. Er kommt endemisch in der östlichen Gebirgskette der Anden in Ecuador vor.

## Merkmale
Farblich ist Noblella personina an das Leben auf dem Boden in abgefallenem Laub angepasst. Die Grundfarbe des Frosches ist hellbraun mit dunkelbraunen Punkten und Flecken sowie Zeichnungen auf dem Kopf und an den Beinen. Auf dem Rücken ist die Haut fein gekörnt. Der Bauch ist hell, gelblich bis blassgelb. Die dunkelbraune Maske um die Augen ist reduziert, sie reicht nicht bis zu den Armen wie bei anderen Arten. Die Augen sind dunkel, mit einem schmalen, orangefarbenen Ring.
Der erste Finger an den Vordergliedmaßen ist bei Noblella personina kürzer als der zweite. An den Hintergliedmaßen überragt der fünfte Zeh den dritten. Noblella personina hat wie Noblella pygmaea aus Peru drei Fingerknochen auf dem vierten Finger. Die Art unterscheidet sich dadurch von den ebenfalls an den östlichen Hängen der Anden Ecuadors in verschiedenen Höhenstufen vorkommenden verwandten Arten Noblella lochites und Noblella myrmecoides, die nur zwei Fingerglieder auf dem vierten Finger besitzen.

## Verbreitung und Lebensraum
Noblella personina bewohnt die montanen Bergregenwald-, Wolkenwald- und Strauchgesellschaften zwischen 1600 und 1920 Metern Höhe am Ostabhang der Anden in Ecuador. Die Fundstelle des Typusexemplars der Art liegt im Nationalpark Sangay in der Provinz Morona Santiago in der Nähe der Seenkette Lagunas de Sardinayacu.

## Lebensweise
Noblella personina lebt am Boden im abgefallenen Laub der immergrünen Laubwälder. Typisch für die gesamte Familie der Strabomantidae ist eine direkte Entwicklung vom Ei zum jungen Frosch. Das aquatile Kaulquappenstadium wird übersprungen, die Larvalentwicklung vollzieht sich innerhalb der an Land abgelegten Eier. Noblella personina gehört daher innerhalb der Frösche zur Gruppe der Terrarana.

## Taxonomie
Die Gattung Noblella wurde von dem amerikanischen Zoologen Thomas Barbour 1930 nach seinem Freund und Studienkollegen Gladwyn Kingsley Noble benannt. 2008 wurde die Gattung wiedererrichtet und die früher unter dem Synonym Phyllonastes zusammengestellten Arten wurden dieser Gattung zugeordnet. Hedges et al. stellten Noblella 2008 in die Familie Strabomantidae, 2011 wurde diese Familie jedoch von Pyron and Wiens mit den Craugastoridae zusammengelegt. 2013 wurde Noblella personina als elfte Art der Gattung Noblella beschrieben.